# Leucon tenuirostris
Leucon tenuirostris är en kräftdjursart som beskrevs av Sars 1887. Leucon tenuirostris ingår i släktet Leucon och familjen Leuconidae. Inga underarter finns listade i Catalogue of Life.